# Kostusin (województwo mazowieckie)
Kostusin – wieś w Polsce, w województwie mazowieckim, w powiecie lipskim, w gminie Lipsko.
Do 31 grudnia 2023 miejscowość była przysiółkiem wsi Helenów.